# 134019 Nathanmogk
134019 Nathanmogk este o planetă minoră (asteroid), cu un diametru de 3,317 km, din centura de asteroizi. A fost descoperită pe 9 noiembrie 2004 la Catalina Station⁠(d) de Catalina Sky Survey. 
Obiectul prezintă o orbită caracterizată de o semiaxă mare de 2,2399159280566 UAi, o excentricitate de 0,02, o înclinație de 4,9 ° în raport cu ecliptica.